# Marvin Obando
Marvin Obando Obando (4 aprile 1960) è un ex calciatore costaricano, di ruolo difensore.